# Conferencias Centroamericanas
Ronda de conferencias diplomáticas celebradas entre 1909 y 1914 por (Costa Rica, El Salvador, Guatemala, Honduras y Nicaragua), en el marco del primer sistema Washington, de conformidad con una convención suscrita en esa ciudad el 20 de diciembre de 1907. La convención que establecía la celebración anual de esas conferencias fue aprobada rápidamente por los órganos legislativos de los cinco países: Nicaragua (15 de febrero de 1908), Costa Rica (24 de febrero de 1908), El Salvador (28 de febrero de 1908), Honduras (4 de marzo de 1908) y Guatemala (11 de marzo de 1908).

Sesión de Apertura de la Conferencia de los Cinco Países Centroamericanos en el Salón de las Américas, Edificio Panamericano. Los cinco países representados son Guatemala, Honduras, El Salvador Nicaragua Costa Rica

Las Conferencias Centroamericanas fueron seis:
1. Primera Conferencia Centroamericana (Tegucigalpa, enero de 1909)
2. Segunda Conferencia Centroamericana (San Salvador, enero de 1910)
3. Tercera Conferencia Centroamericana (Guatemala, enero de 1911)
4. Cuarta Conferencia Centroamericana (Managua, enero de 1912)
5. Quinta Conferencia Centroamericana (San José, enero de 1913)
6. Sexta Conferencia Centroamericana (Tegucigalpa, enero de 1914)

La Sexta Conferencia fue la última celebrada en el marco del primer sistema Washington, ya que en diciembre de 1913 el gobierno de Nicaragua había anunciado su decisión de denunciar la convención relativa a las reuniones anuales regionales, que debía regir mientras no se separase de ella uno de los cinco países parte. La convención caducó en mayo de 1914, a los seis meses de la denuncia nicaragüense.
- Datos: Q5782881